# 다이제스트 (암호학)
암호 다이제스트(暗號digest) 또는 간단히 다이제스트(digest)는 정보 통신에서 임의 길이의 데이터 블록을 고정 길이로 변환하는 해시 알고리즘(hash algorism)에서의 해시값을 가리킨다.

## webcrypto
W3C는 webcrypto(Web Cryptography API)의 구현에서  해쉬값을 사용하는 이러한 다이제스트(digest) 절차를 권고하고있다.

## 같이 보기
- 암호키
- 블록 암호
- AES-CBC
- SHA-3